# Płomień (1626)
Płomień – polski okręt wojenny - fluita. W źródłach okręt ten występuje pod niemiecką nazwą "Feuerblas"', brzmienie polskiej nazwy jest domniemane.
Był to początkowo holenderski statek handlowy typu fluita. Podczas wojny polsko-szwedzkiej, został w 1626 lub 1627 zarekwirowany przez władze polskie z powodu przewozu kontrabandy dla Szwedów, a następnie został wyposażony i uzbrojony jako okręt wojenny. 
"Płomień" wchodził w skład drugiej eskadry okrętów polskich, która wzięła udział w zwycięskiej bitwie z eskadrą szwedzką pod Oliwą 28 listopada 1627. Okręt nie odegrał w bitwie większej roli.
Przed 2 maja 1628, kiedy nastąpiło ustalenie nowego składu polskiej floty, "Płomień" został wycofany ze służby, rozbrojony i przekształcony ponownie w statek handlowy. Dalszy los statku nie jest znany.